# Fernando Fonseca
Fernando da Conceição Fonseca CvC • ComSE • GOSE (Lisboa, 26 de abril de 1895 — Lisboa, 20 de julho de 1974) foi um médico português. Foi um dos mais notáveis médicos da sua geração. Em sua homenagem, foi atribuído o seu nome ao Hospital Amadora-Sintra, que passou a denominar-se Hospital Professor Doutor Fernando Fonseca.

## Biografia
Nascido na Rua das Praças, em Lisboa, estudou no Liceu Pedro Nunes.
Licenciado em Medicina, em 1918, pela Faculdade de Medicina da Universidade de Lisboa, terminou o bacharelato em Medicina com a classificação final de 18 valores.
Integrou o Corpo Expedicionário Português como alferes médico na I Guerra Mundial. Devido aos seus feitos, recebeu a Medalha da Vitória e foi agraciado com o grau de Cavaleiro da Ordem Militar de Cristo (28 de junho de 1919).
Em 1918 foi assistente na primeira clínica médica do Hospital de Santa Marta, sob orientação do professor Pulido Valente. Depois de um estágio em Berlim, em 1923, foi aprovado para Médico dos Hospitais Civis de Lisboa em 1929.
Seguiu-se a carreira académica. Em 1933, foi aprovado para Professor Agregado da Faculdade de Medicina de Lisboa e passou a reger a cadeira de Doenças Infecto–Contagiosas. Em 1943 foi aprovado, no concurso de provas públicas, para Professor Catedrático de Propedêutica Médica da Faculdade de Medicina de Lisboa.
A 20 de julho de 1946, foi agraciado com o grau de Comendador da Ordem Militar de Sant'Iago da Espada, "pelos relevantes serviços prestados ao ensino médico em Portugal", mas terá recusado receber a condecoração.
Salazar exonerou-o das suas funções em 1947, por motivos políticos. Recusou o pedido de reintegração na Faculdade de Medicina feito pelo seu amigo Presidente
da República, Almirante Américo Tomás.
Morreu em 1974, vítima de enfarte do miocárdio.
A 13 de julho de 1981, foi agraciado, a título póstumo, com o grau de Grande-Oficial da Ordem Militar de Sant'Iago da Espada.